# Vildsvinespyd
Et vildsvinespyd er et spyd, der bruges til vildsvinejagt. Det er relativt kort og kraftigt, og har to "vinger" på døllen bagved bladet, som fungerer som en barriere, der forhindrer spydet i at blive stukket for dybt ind i byttet, hvormed det kan komme til at sidde fast eller knække. Samtidig forhindrer det at et såret og rasende vildsvin kan skubbe sig selv op af skaftet og angribe jægeren. Spydtypen opstod omkring år 1400, hvor vildsvinejagt var en form for prestigefyldt jagt for adelen.